# Mellisa Hollingsworth
Pour les articles homonymes, voir Hollingsworth.
Mellisa Hollingsworth, née le 8 octobre 1980 à Eckville, est une skeletoneuse canadienne. Elle compte dans son palmarès, une médaille de bronze olympique, deux coupes du monde dont en 2006, où elle a réussi un podium lors de chaque course. Sa première médaille mondiale elle l'a obtenu en 2000 à Igls lors des Championnats du monde, elle reste parmi les meilleures mondiales depuis là.

## Palmarès

### Jeux olympiques d'hiver
- : Médaille de bronze en individuel aux Jeux olympiques d'hiver de 2006 à Turin ( Italie).

### Championnat du monde
- 2000 : 
  -  médaille d'argent en individuel.
- 2011 : 
  -  médaille de bronze en individuel.
  -  médaille de bronze en équipe mixte.
- 2012 :
  -  médaille d'argent en individuel.
  -  médaille de bronze en équipe mixte.

### Coupe du monde
- 2 globes de cristal en individuel : vainqueur en 2006 et 2010.
- 32 podiums individuels : 7 victoires , 13 deuxièmes places et 15 troisièmes places.

#### Détails des victoires en Coupe du monde
| Édition   | Piste                 |
| 2005-2006 | Königssee Calgary     |
| 2008-2009 | Park City             |
| 2009-2010 | Königssee Lake Placid |
| 2011-2012 | La Plagne Whistler    |